# Lechuzón
Lechuzón es el nombre común de varias especies de aves rapaces nocturnas (orden Strigiformes) de la familia Strigidae.

## Especies
Las siguientes especies se denominan habitualmente lechuzones:
- Género Asio:
  - Asio clamator, lechuzón orejudo,[1][2][3] lechuzón de los pantanos,[1] lechuzón de orejas largas[1] o lechuzón de las islas.[1]
  - Asio flammeus, lechuzón de campo,[2][4] lechuzón de pajonal.[3]
  - Asio stygius, lechuzón siguapa[5] o lechuzón negruzco.[2][5]
- Género Bubo:
  - Bubo virginianus, lechuzón orejudo.[6]
- Género Pulsatrix:
  - Pulsatrix koeniswaldiana, lechuzón acollarado chico,[7] lechuzón anteojo menor,[8] o lechuzón mocho chico.[2]
  - Pulsatrix melanota, lechuzón acollarado grande.[7]
  - Pulsatrix perspicillata, lechuzón de anteojos,[7] lechuzón anteojo,[8] lechuzón grande de collar.[9] o lechuzón mocho grande.[2]

## Otros usos
- Javier Alva Orlandini es un político peruano apodado Lechuzón.[10]